# Planícies da Costa Oriental

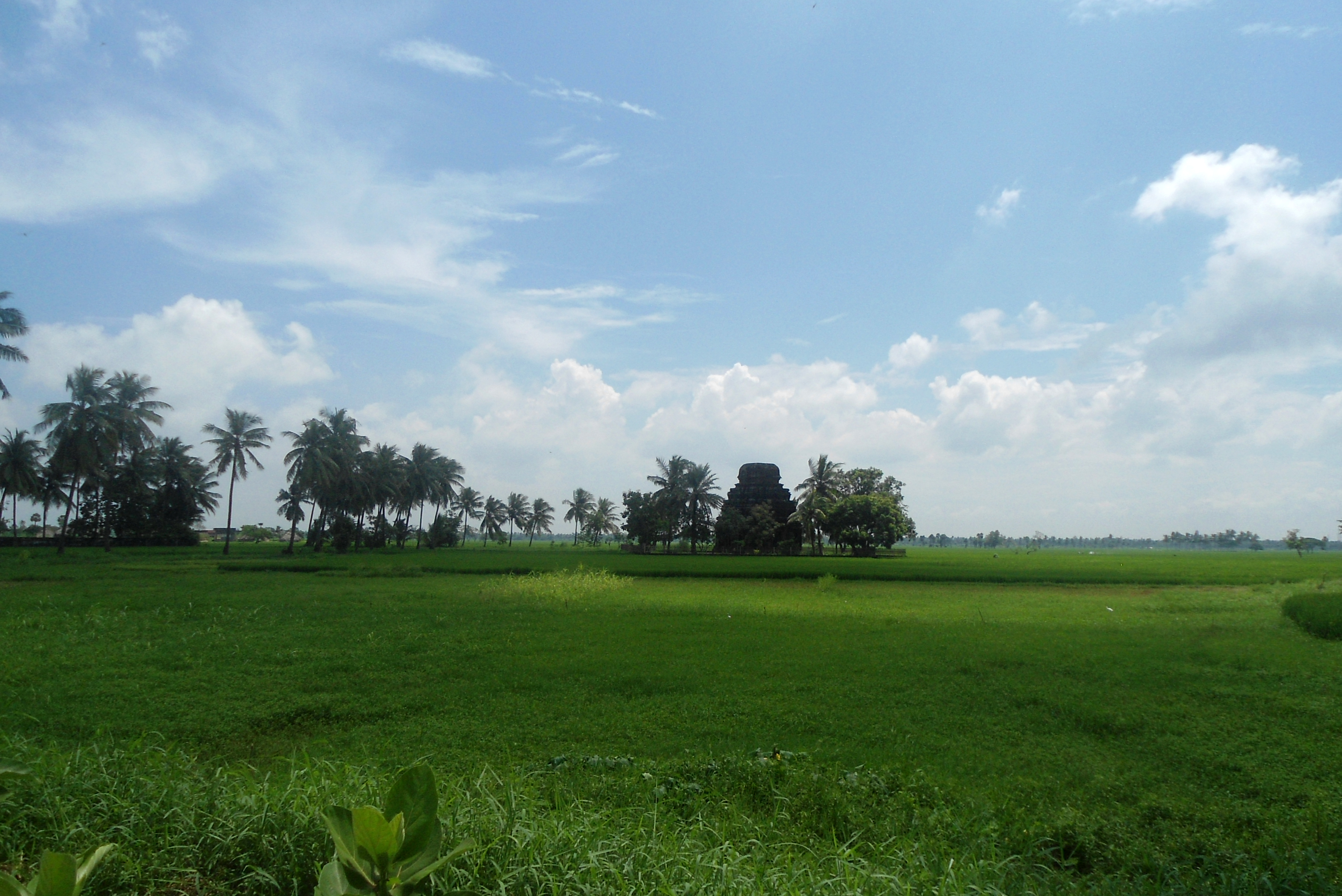
Campos em Biccavolu, planícies da costa oriental, Andhra Pradesh

As Planícies da Costa Oriental refere-se a um vasto trecho de massa terrestre da Índia, situada entre o Gates Orientais e a Baía de Bengala. É mais largo e nivelado do que as planícies costeiras ocidentais e se estende de Tamil Nadu no sul a Bengala Ocidental no norte através de Andhra Pradesh e Odisha. Lago Chilika é um lago de água salobra ao longo da planície costeira oriental. Encontra-se no estado de Odisha e se estende para o sul do delta Mahanadi.
Deltas de muitos dos rios da Índia formam uma grande parte dessas planícies. O Mahanadi, Godavari, os rios Kaveri e Krishna drenam essas planícies. A região recebe as chuvas do Nordeste e do Sudoeste com sua média anual de precipitação entre 1,000 mm (40 in) e 3,000 mm (120 in). A largura das planícies varia entre 100 e 130  km (62 a 80 milhas).
É conhecido localmente como Northern Circars na parte norte entre os rios Mahanadi e Krishna  e Coromandel Coast na parte sul entre os rios Krishna e Kaveri.